# 石野倬
石野 倬（いしの あきら、1935年8月22日 - 2012年7月2日）は、元NHKアナウンサー。

## 人物
香川県出身。高松高校、東京教育大学卒業後の1958年入局。囲碁や将棋関係の番組を担当したほか、大河ドラマ「勝海舟」などのナレーションを担当した。2000年頃までアナウンサーとして活動し、その後桐蔭横浜大学工学部教授を務めた。

## 過去の担当番組
- 美は時空をこえて
- 日本の伝統
- 囲碁の時間ほか囲碁番組
- 将棋番組

- 勝海舟（1974年1月6日 - 12月29日、ナレーション）
- NHK特集　よみがえれ貴婦人C571～最後のSL解体修理～（1985年2月24日）
- NHK特集 「爆心地・生と死の記録」（1988年8月7日）